# Olešenka
Olešenka település Csehországban, a Havlíčkův Brod-i járásban. Olešenka Brzkov, Přibyslav, Nížkov és Nové Dvory településekkel határos. Lakosainak száma 181 fő (2024. január 1.).

## Népesség
A település lakosságának változását az alábbi diagram mutatja:
| Lakosok száma | 309  | 311  | 314  | 237  | 191  | 183  | 188  | 180  | 192  | 181  |
|               | 1869 | 1900 | 1921 | 1961 | 1980 | 2011 | 2016 | 2019 | 2021 | 2024 |